# مقاطعة ميجر (أوكلاهوما)
مقاطعة ميجر (بالإنجليزية: Major County)‏ هي إحدى مقاطعات ولاية أوكلاهوما في الولايات المتحدة الأمريكية.